# Vilímkův průchod
Vilímkův průchod, později nazýván též Vilímkova pasáž, vznikl ve druhé polovině 19. století v souvislosti s výstavbou nakladatelství otce a syna Vilímkových na Novém Městě pražském. Spojuje ulice Opatovickou a Spálenou.

## Historie
Významná osobnost druhé poloviny 19. století, pražský nakladatel Josef Richard Vilímek (1835–1911), zakoupil několik klasicistních domů v Opatovické ulici a jeden další, neorenesanční, nechal vystavět do ulice Spálená. Domy v Opatovické dal přestavět na tiskárnu a ve Spálené zřídil prodejnu knih. Ve vzniklém dvorním traktu založil knihovnu a též zde obýval byt.
V jeho díle pak pokračoval syn stejného jména, Josef Richard Vilímek mladší (1860–1938), který se nejprve vyučil tiskařem a v roce 1885 otcův podnik převzal. Vytvořil z něj jeden ze tří nejúspěšnějších pražských vydavatelských domů – vedle Ottova a Topičova. Velký ohlas u čtenářstva mu přineslo vydávání Verneových a Mayových knížek nebo detektivních příběhů sira Arthura Conana Doyla.
J. R. Vilímek mladší nechal zbourat dva domy v Opatovické ulici a místo nich koncem dvacátých let 20. století vystavěl mohutnou budovu na půlkruhovém půdorysu ve stylu moderního klasicismu. Tento objekt s průčelím z umělého kamene vybudoval pražský stavitel Bohumil Belada. Architektem byl Jan Chládek, absolvent mistrovské školy profesora Otta Wagnera na Akademii výtvarných umění ve Vídni. Rovněž vytvořil ve vnitrobloku arkády, terasu s pergolou a další prvky, které tvoří část průchodu.
Po únoru 1948 bylo Vilímkovo nakladatelství znárodněno a do prostorů se přistěhoval národní podnik Knižní velkoobchod.

## Popis
Vilímkův průchod spojuje novoměstské ulice Opatovickou (160/18) a Spálenou (89/15). Po vstupu do domu, ať už z jedné či druhé strany, se ve vnitrobloku průchod několikrát lomí, prochází dvorními arkádami vedle zahrady a nakonec vyústí do opačné ulice. Ze strany Opatovické se nachází studentská kavárna se zahrádkou. Při procházení si lze všimnout patrných stop po nápisu „Nakladatelství Jos. R. Vilímek“.
Zajímavým technickým detailem je točna v průjezdu z Opatovické ulice, kam nákladní auta navážela papír. V tiskárně fungovala první rotačka na našem území.
Koncem první čtvrtiny 21. století byl celý komplex mezi Spálenou a Opatovickou ulicí silně zchátralý a čekal na náročnou rekonstrukci. V části objektu sídlily do školního roku 2023/24 Vyšší odborná škola publicistiky a Gymnázium Paměti národa.

### Uzavření Vilímkova průchodu
Dne 1. 8. 2024 byl průchod uzavřen. Na obou přístupech byly umístěny informační tabulky Správy domu Opatovická 18 s textem. Na vstupu ze Spálené ulice „POZOR, od 1. 8. 2024 je z důvodu rekonstrukce domu pasáž do Opatovické ulice uzavřena. Děkujeme za pochopení. viz fotografie. a na vchodu z Opatovické „POZOR, od 1. 8. 2024 je z důvodu rekonstrukce domu pasáž do Spálené ulice uzavřena. Děkujeme za pochopení.“ viz fotografie.

## Galerie

Vilímkův průchod
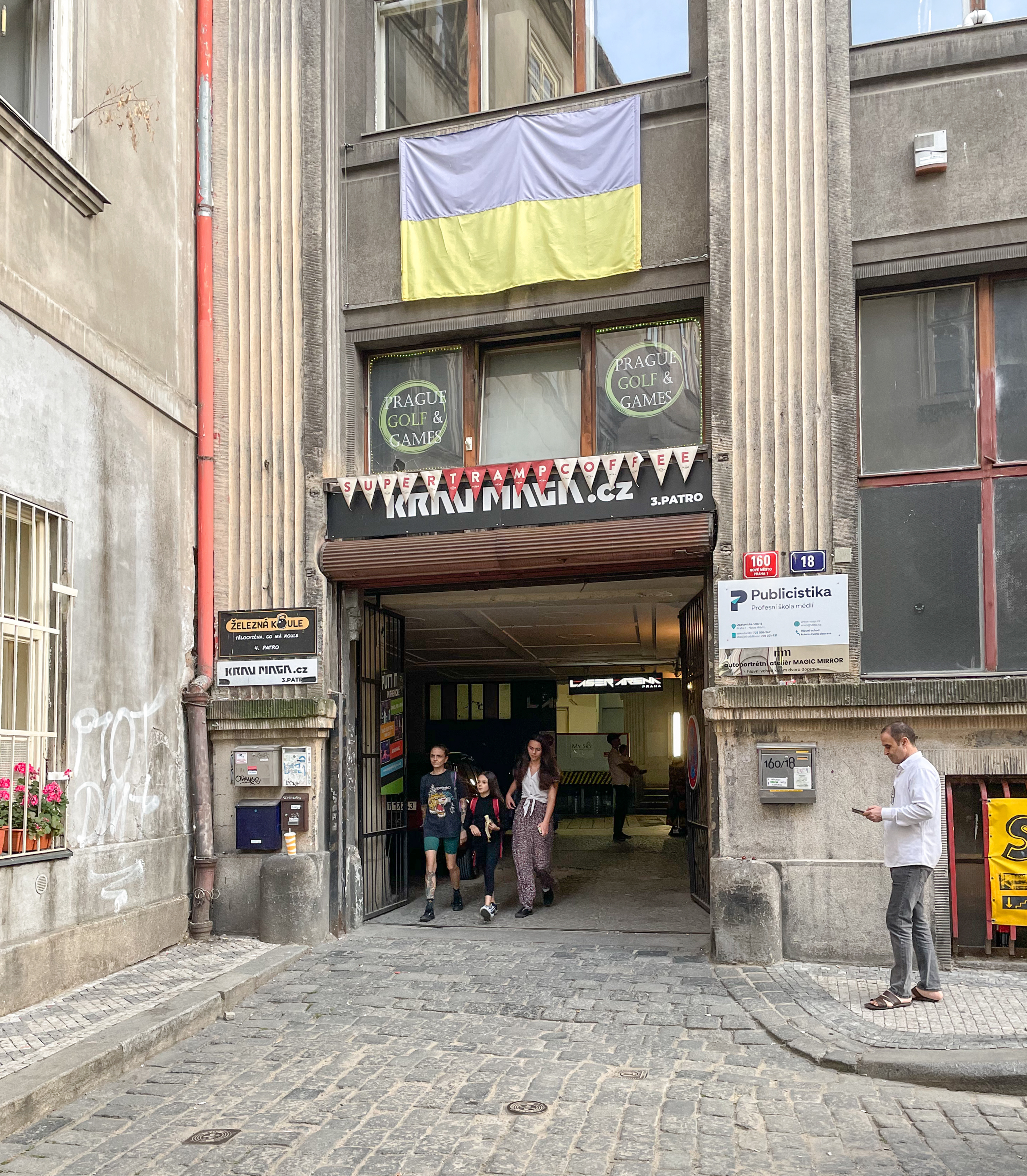
Vchod z Opatovické ulice
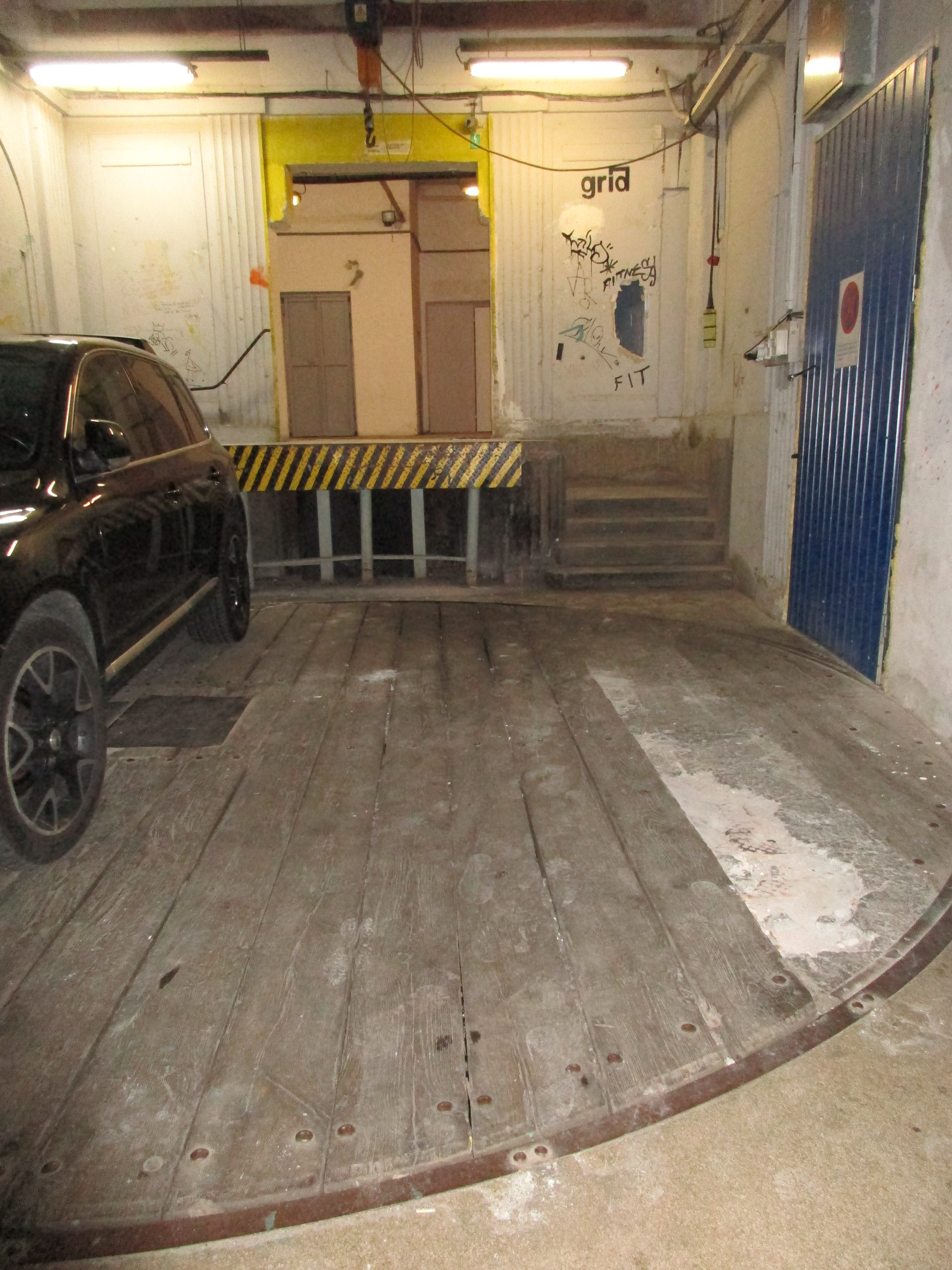
Točna v průjezdu z Opatovické ulice
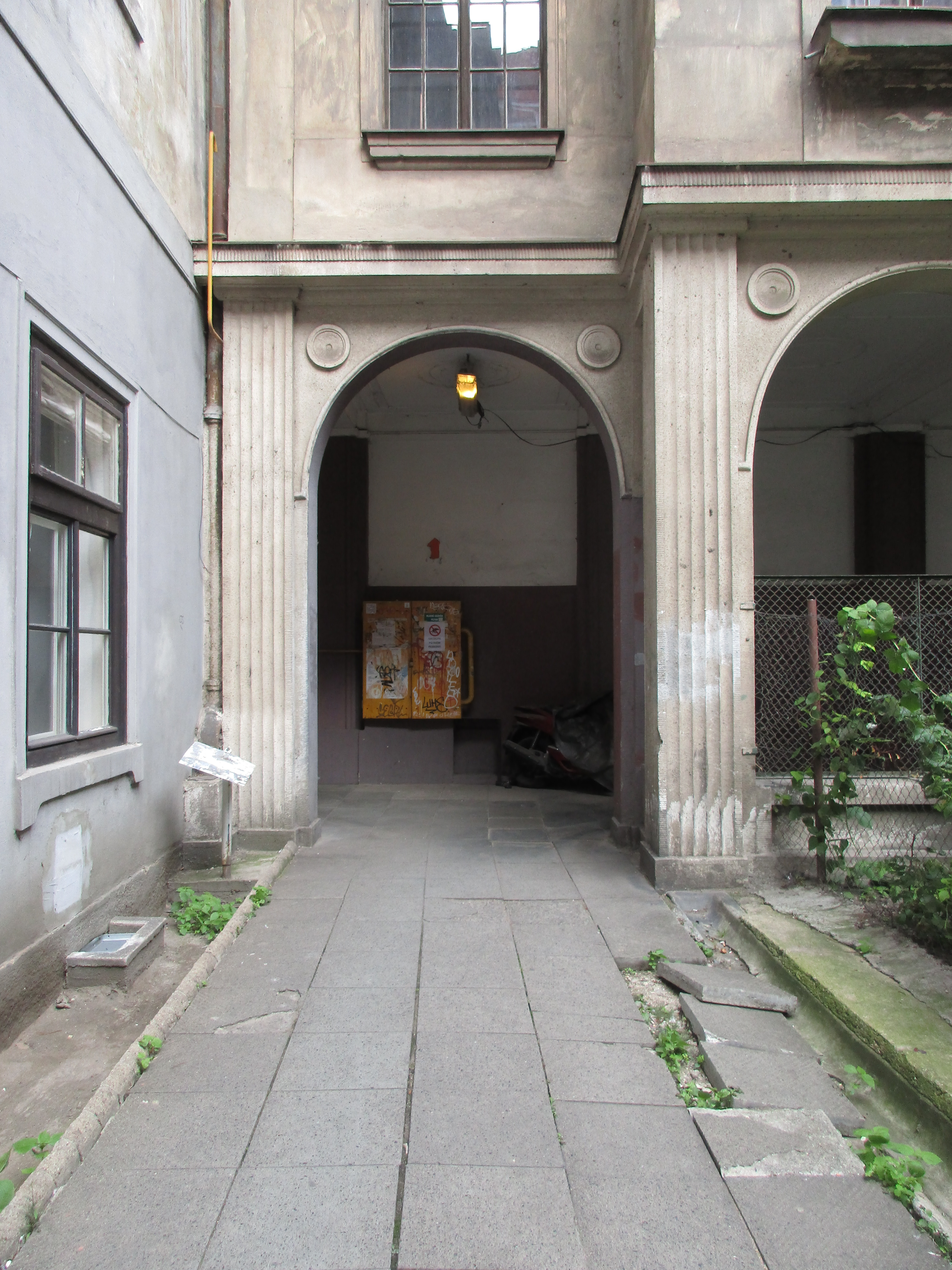
Dvorní arkády
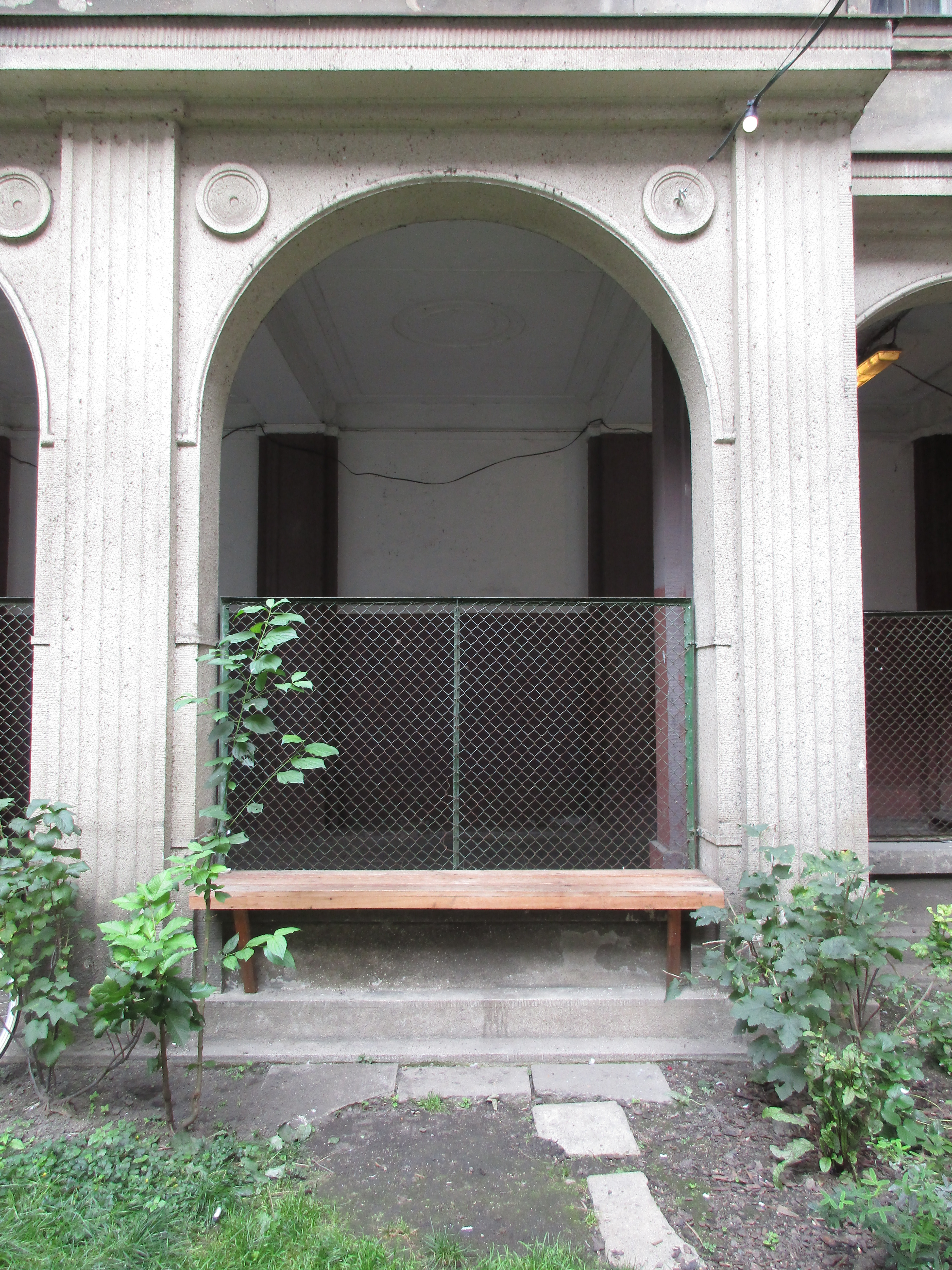
Dvorní arkáda
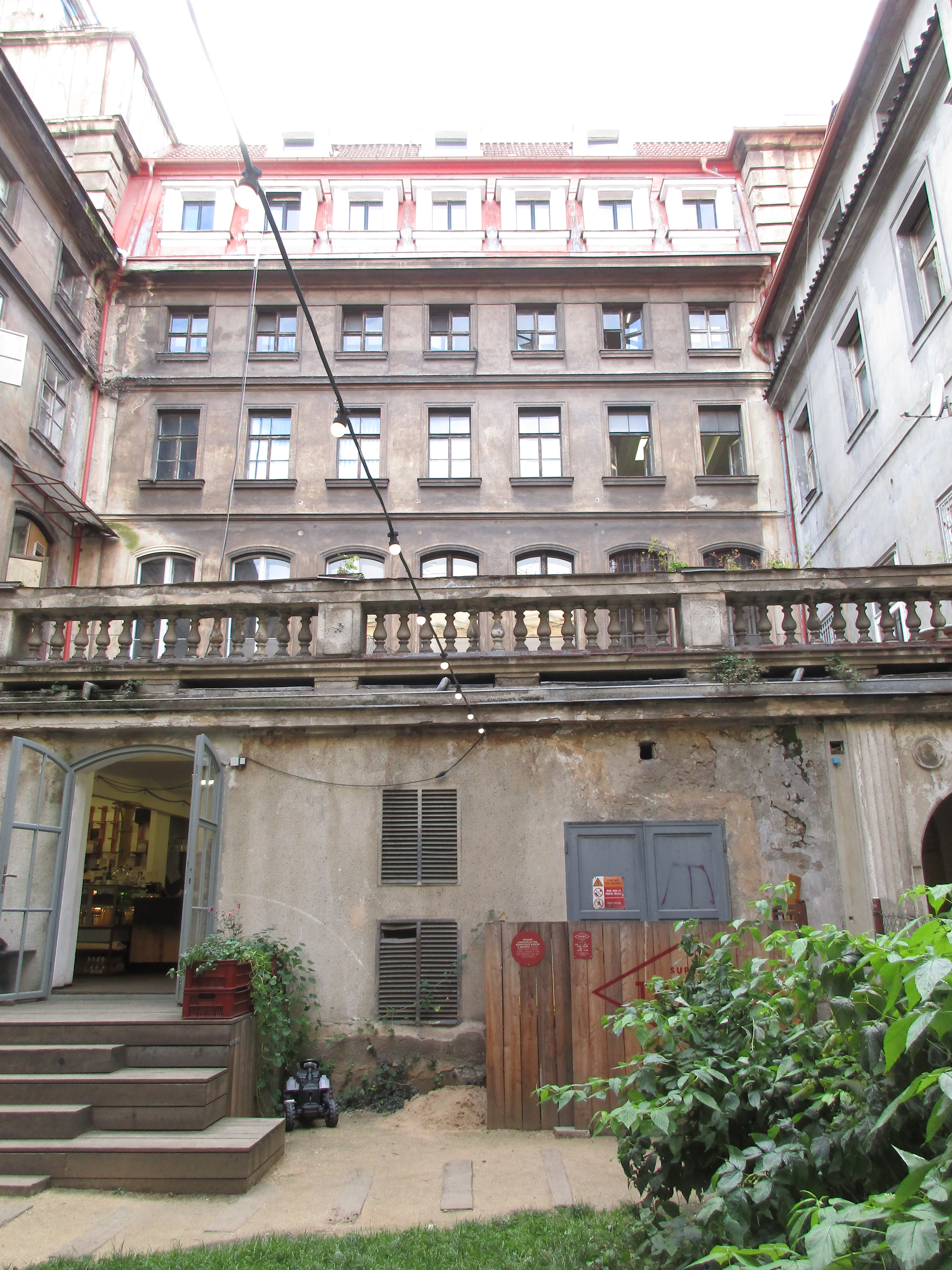
Pohled do vnitrobloku
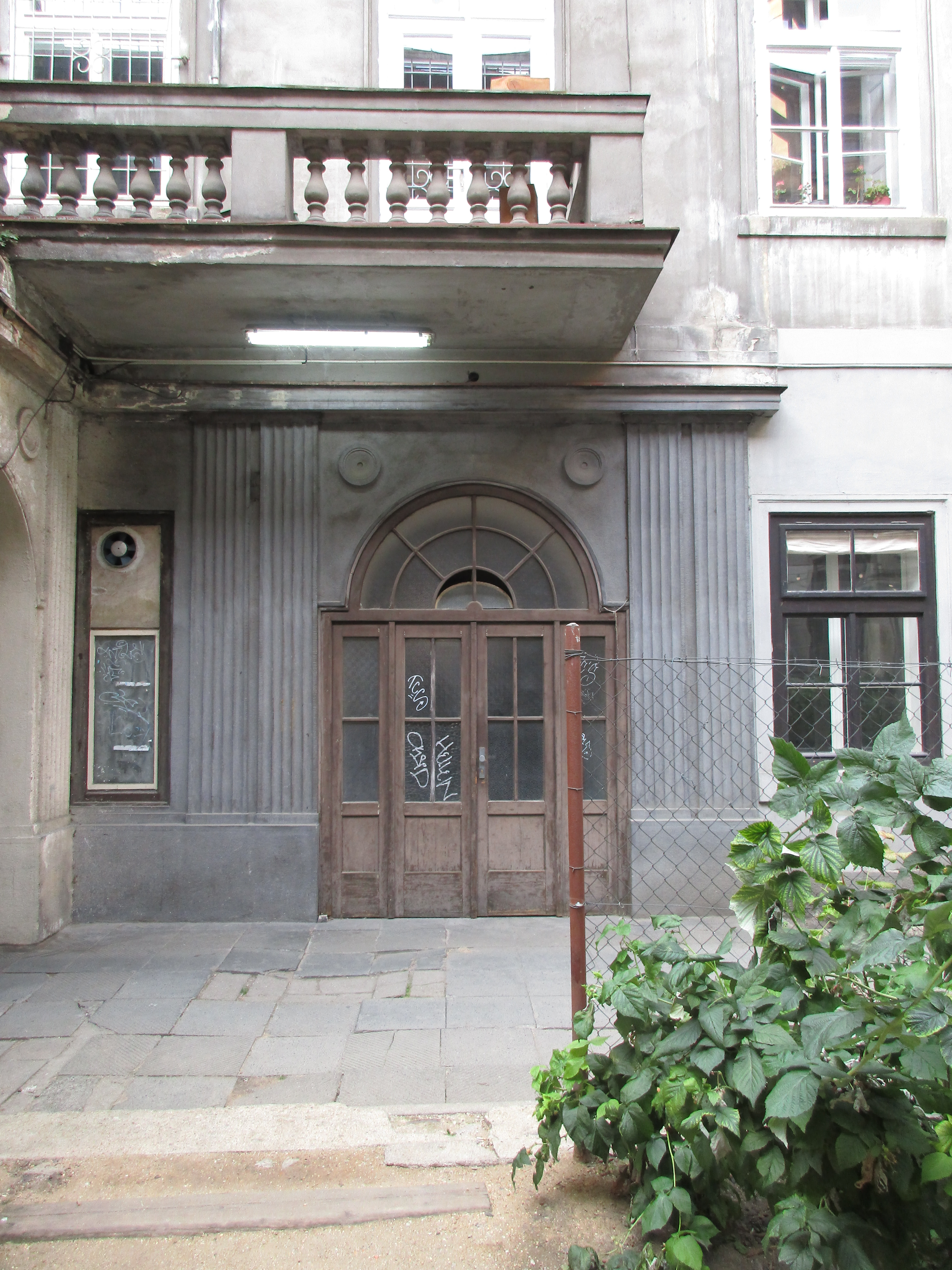
Zátiší ve vnitrobloku
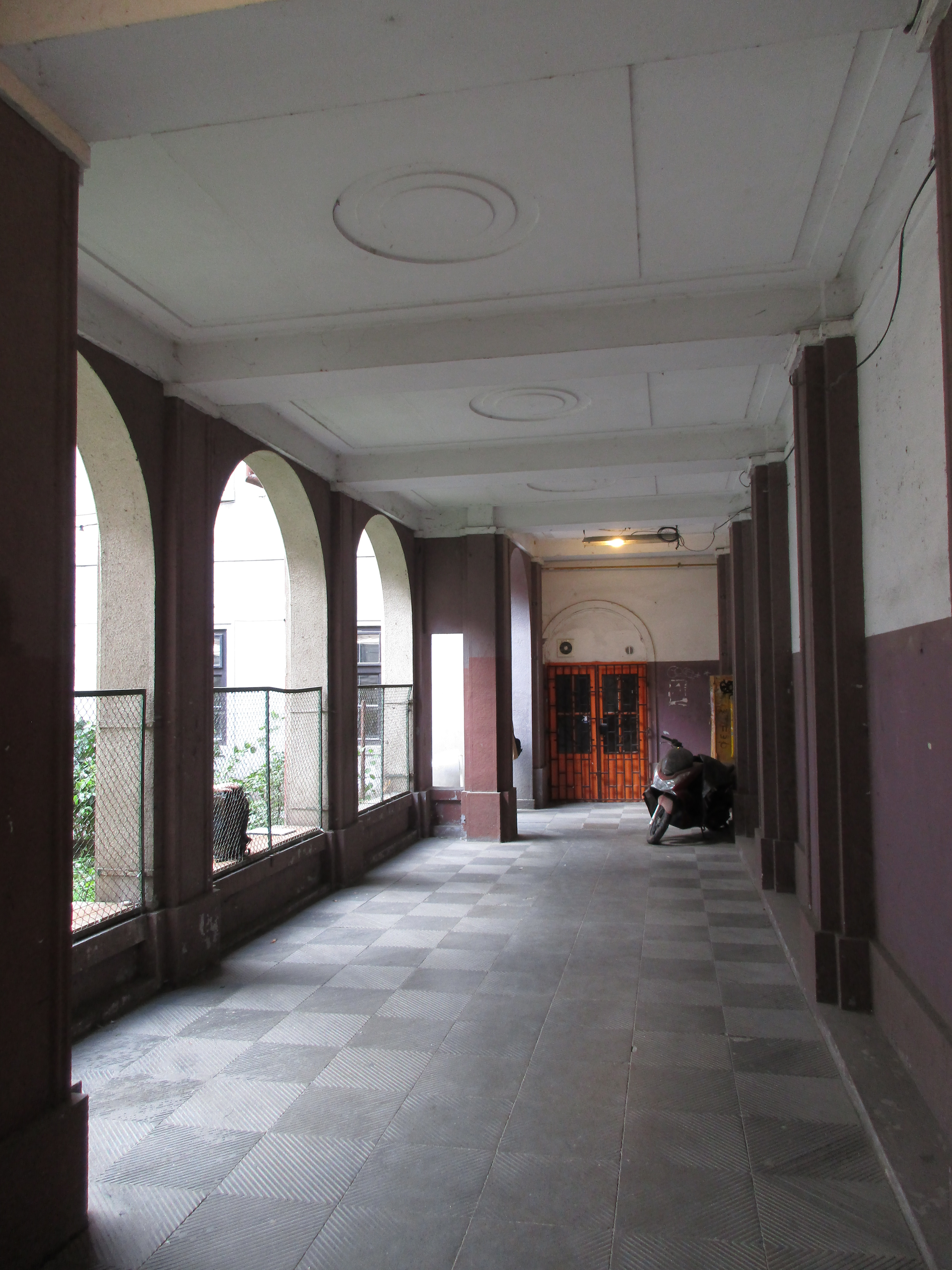
Průhled dvorními arkádami
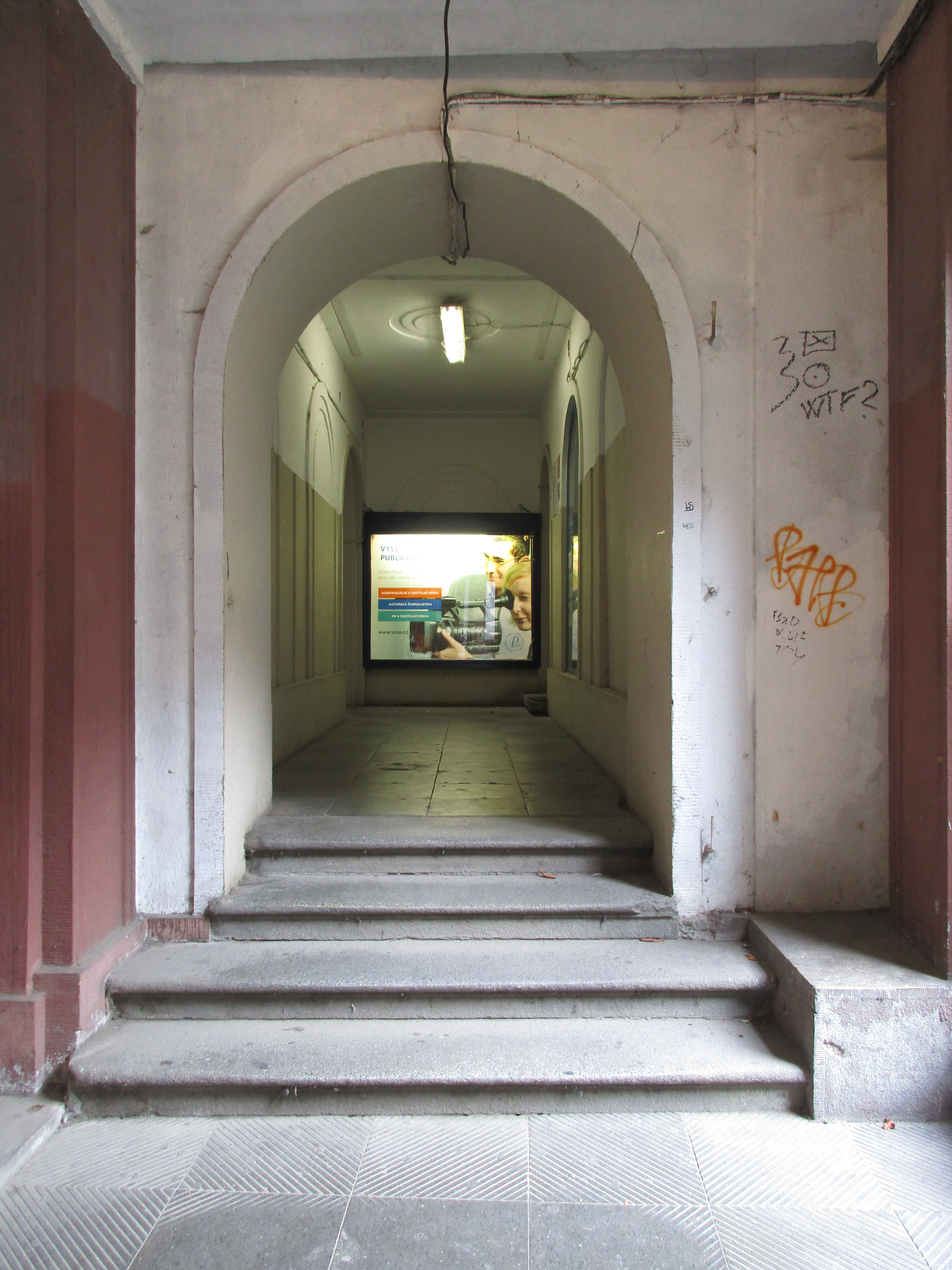
Jeden z portálů ve vnitrobloku
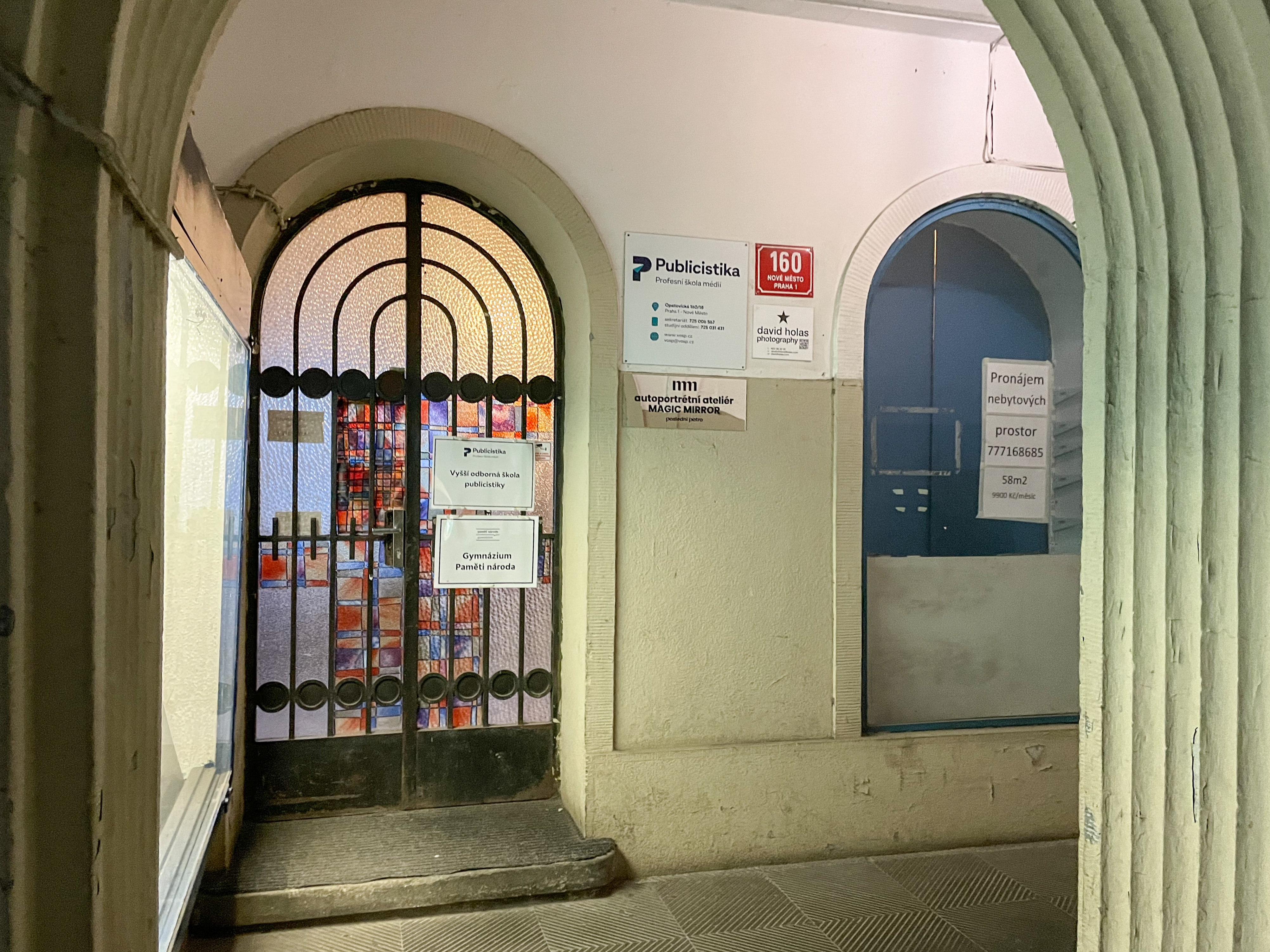
Vstup do VOŠP a GPM
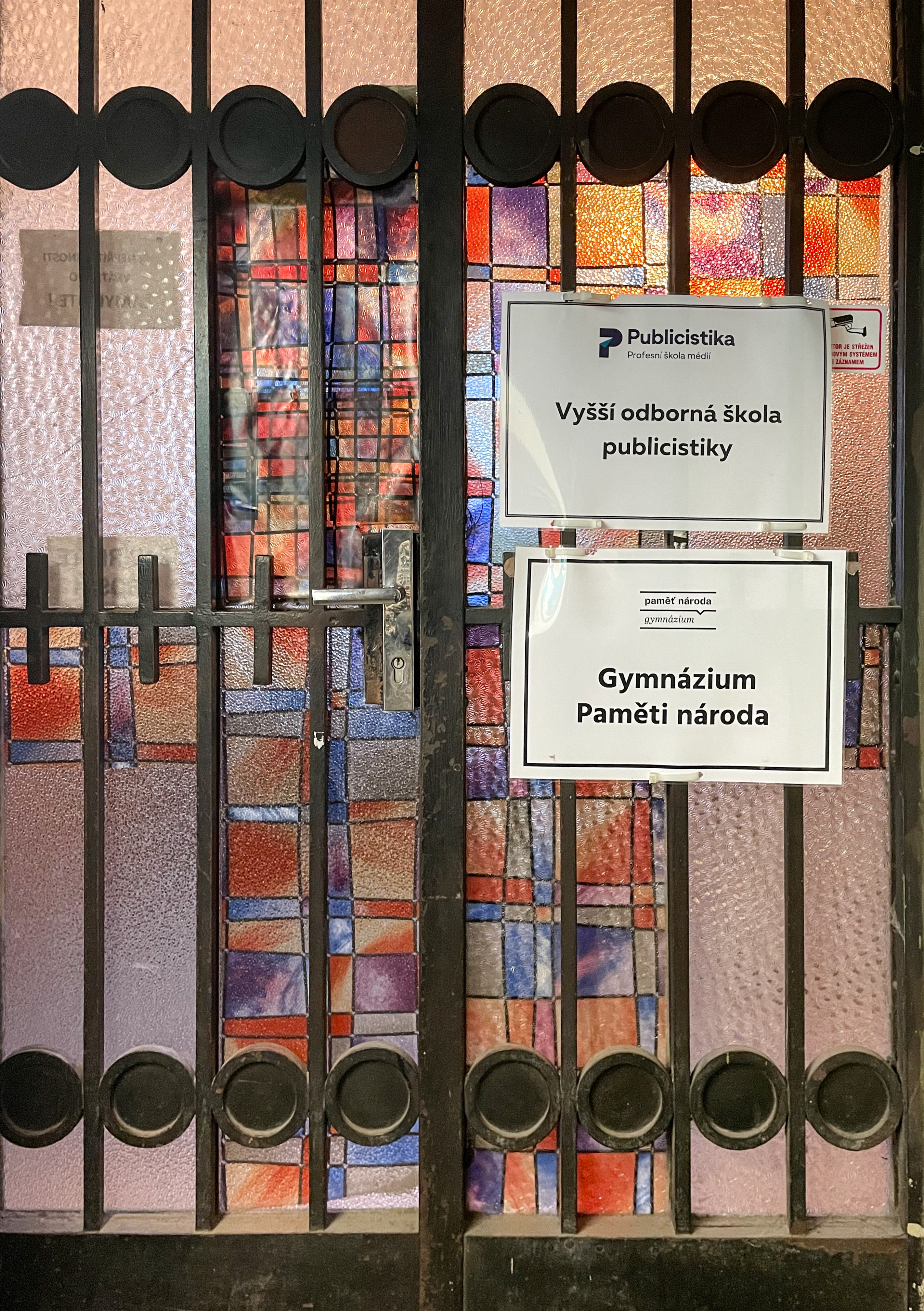
Detail vstupu do VOŠP a GPM
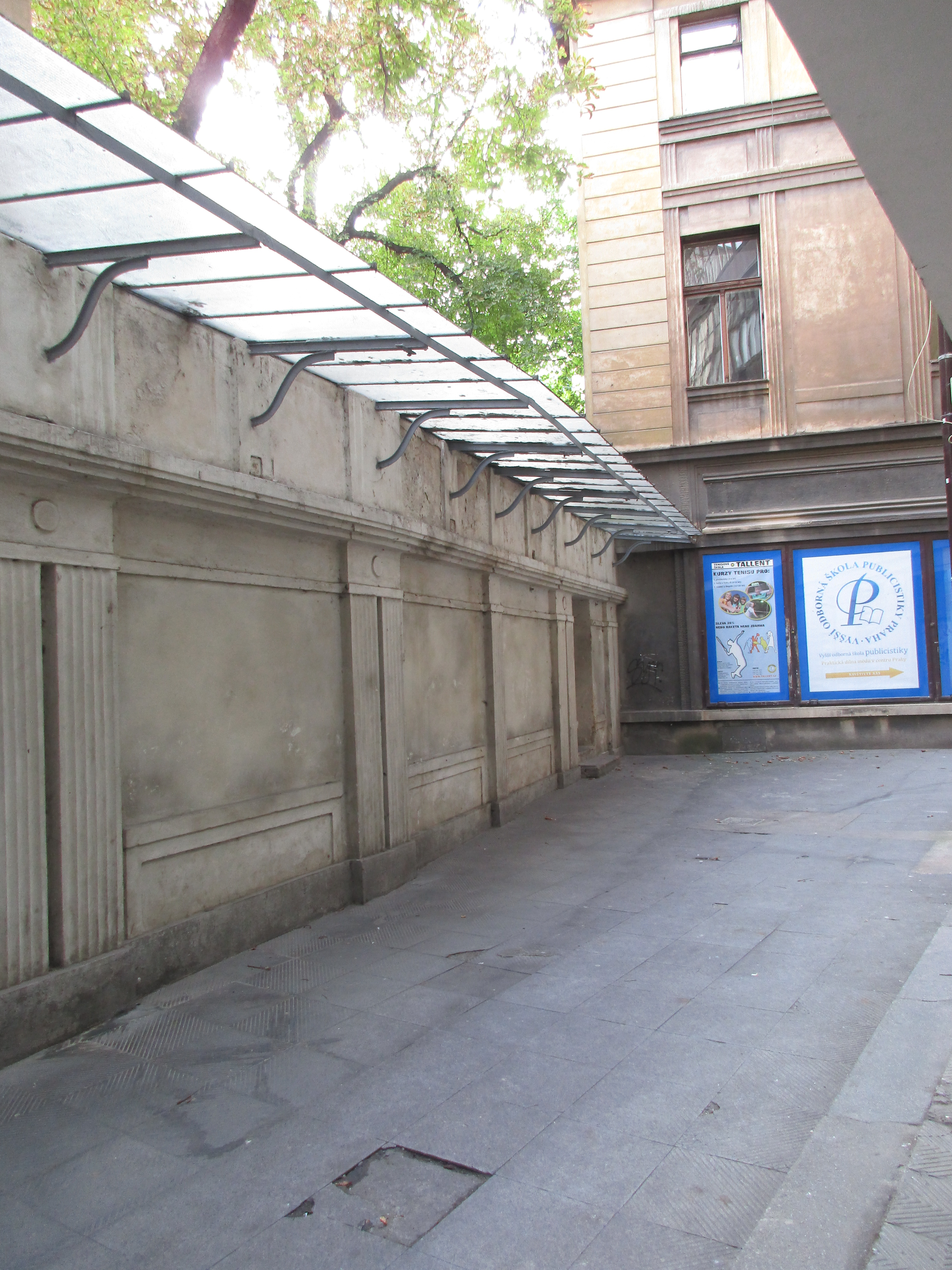
Část průchodu u Spálené ulice
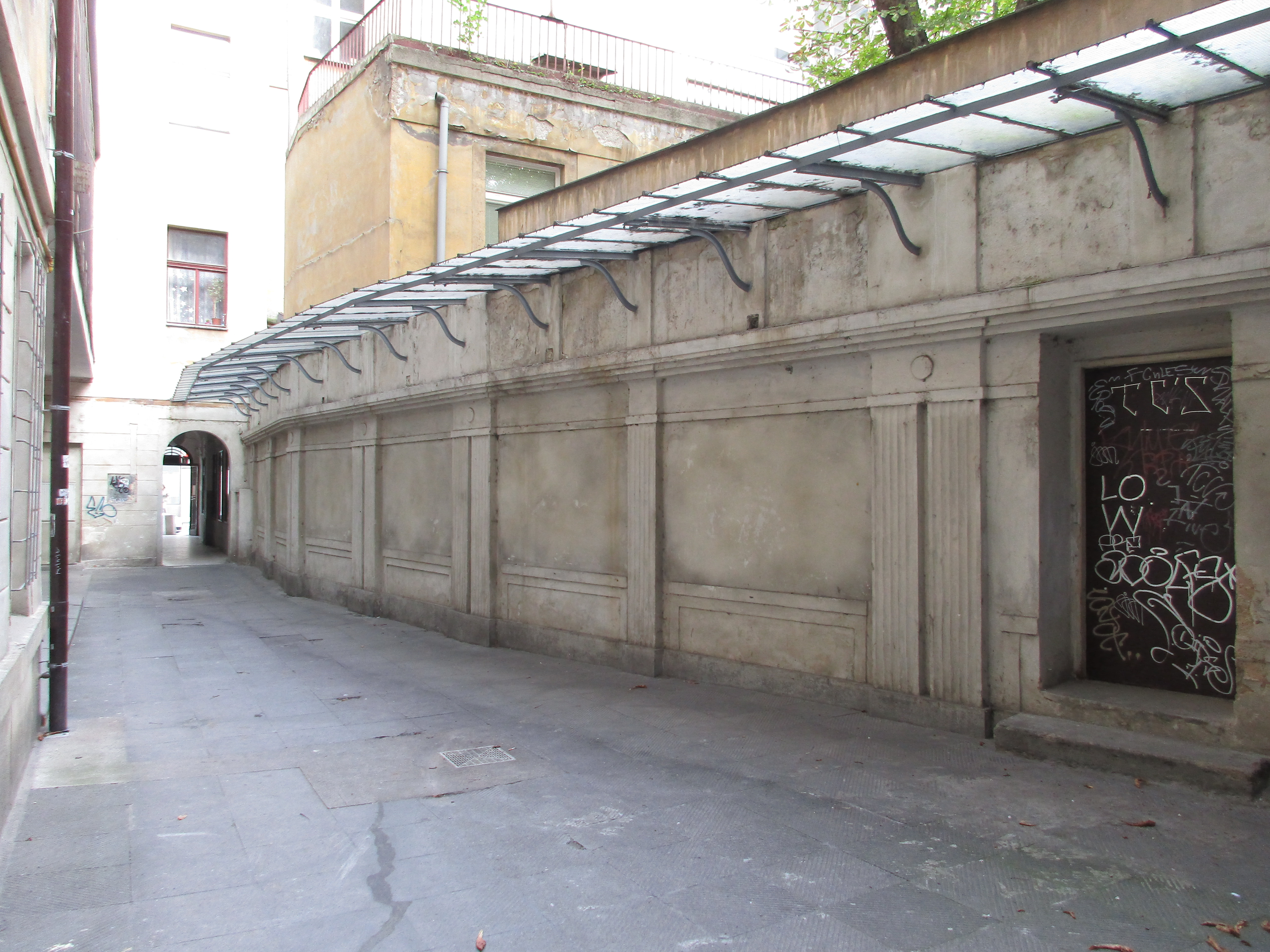
Průhled z průchodu do Spálené ulice
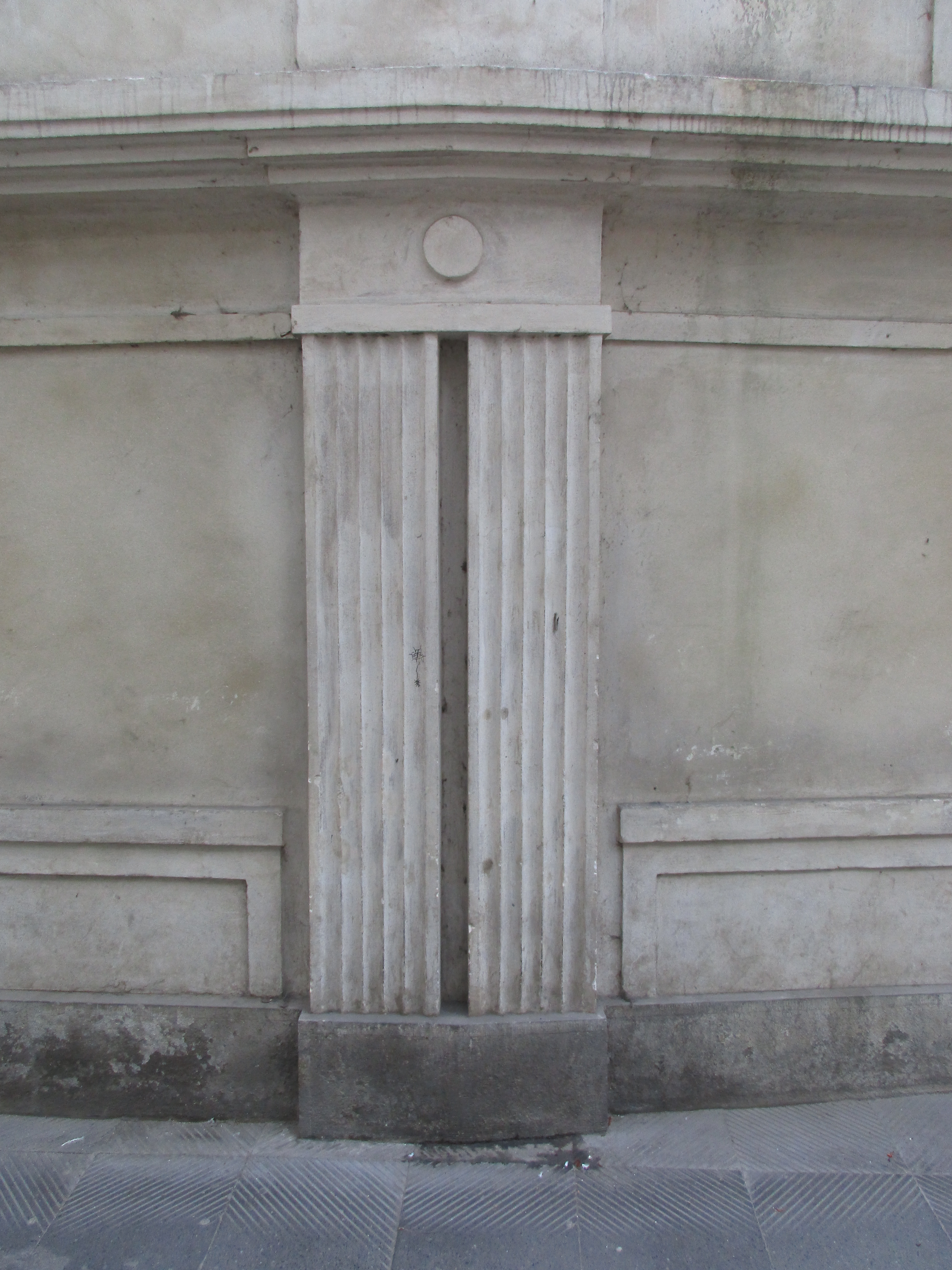
Architektonický detail
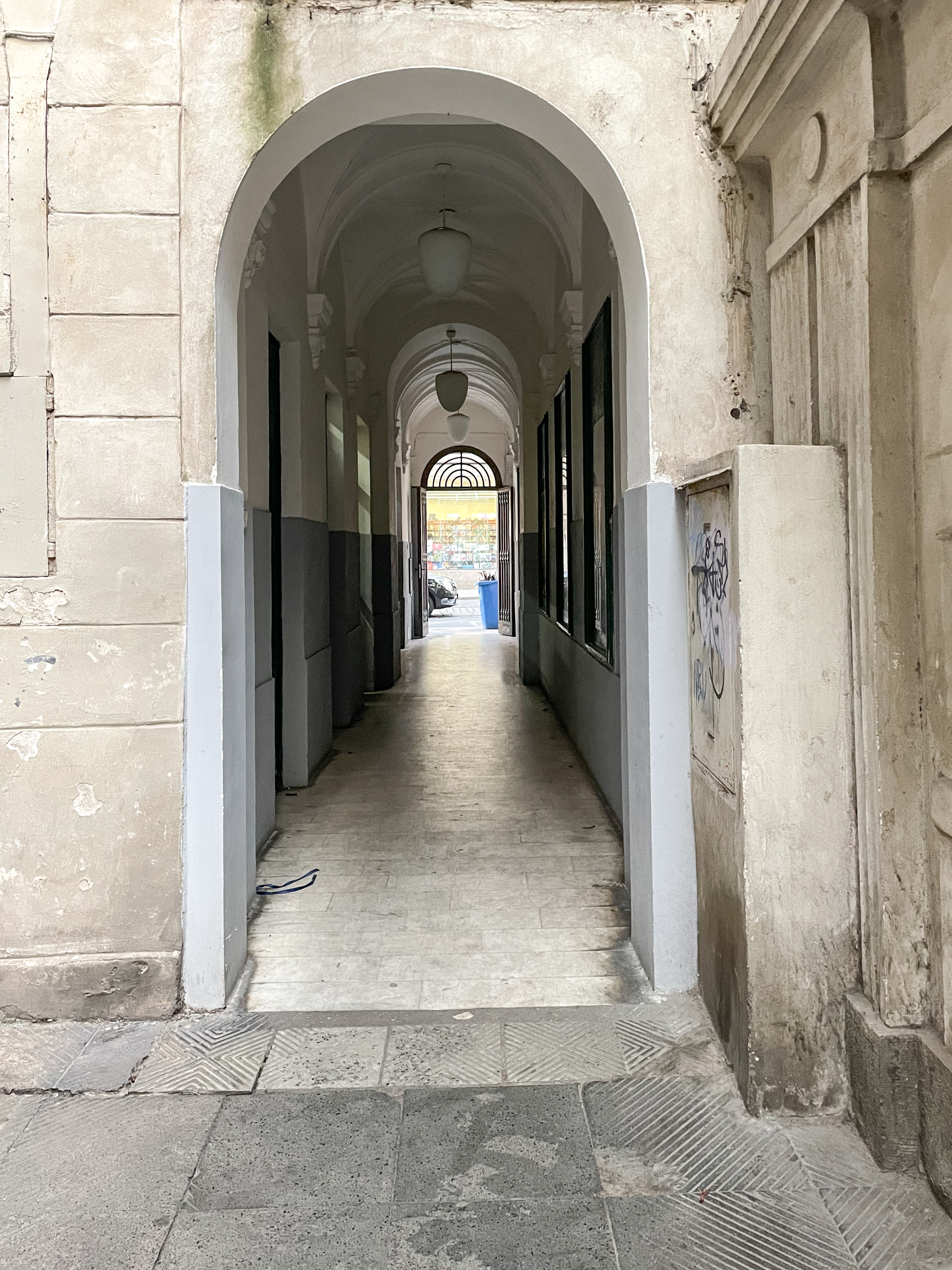
Průhled z průchodu do Spálené ulice
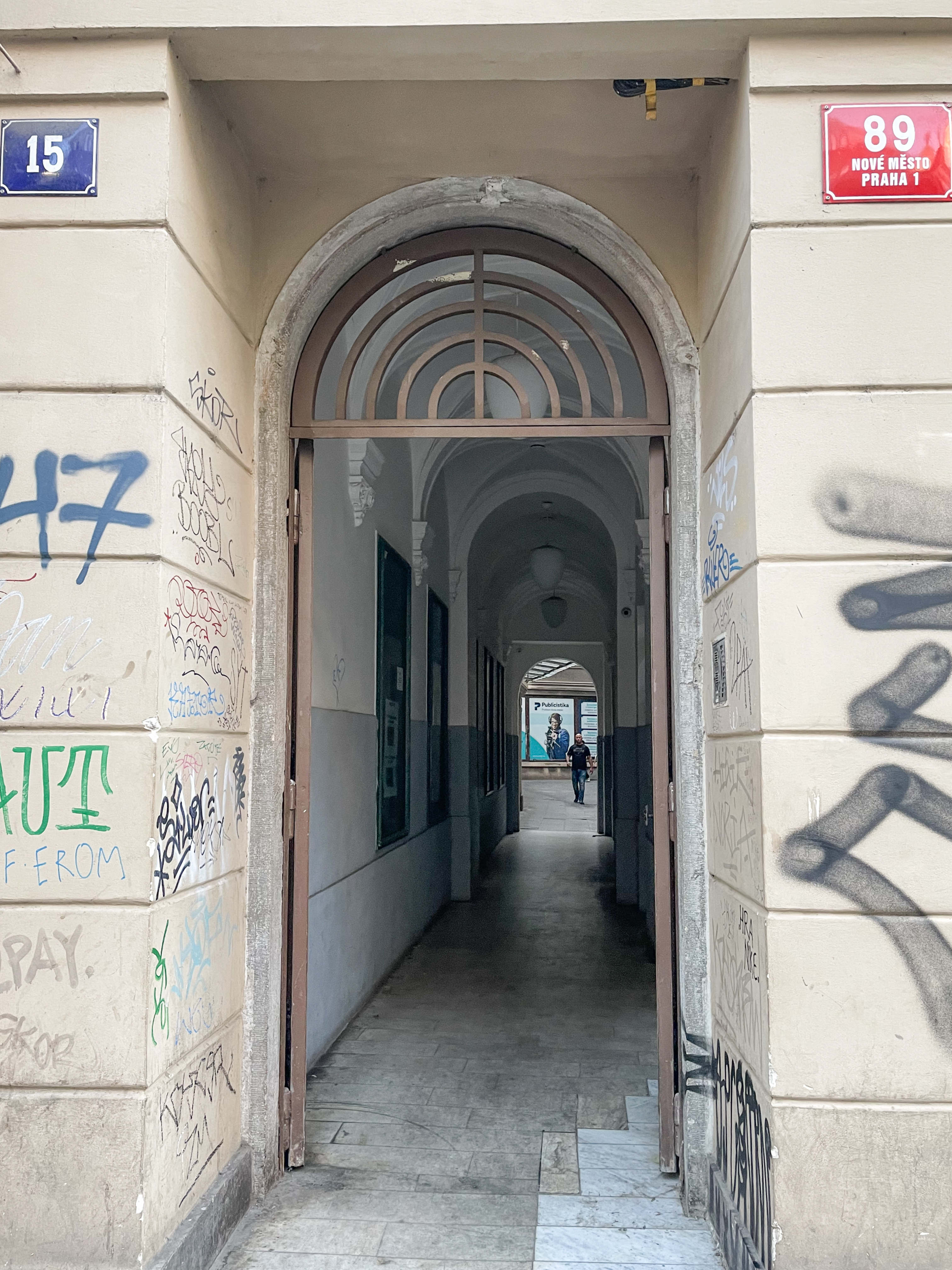
Vchod ze Spálené ulice
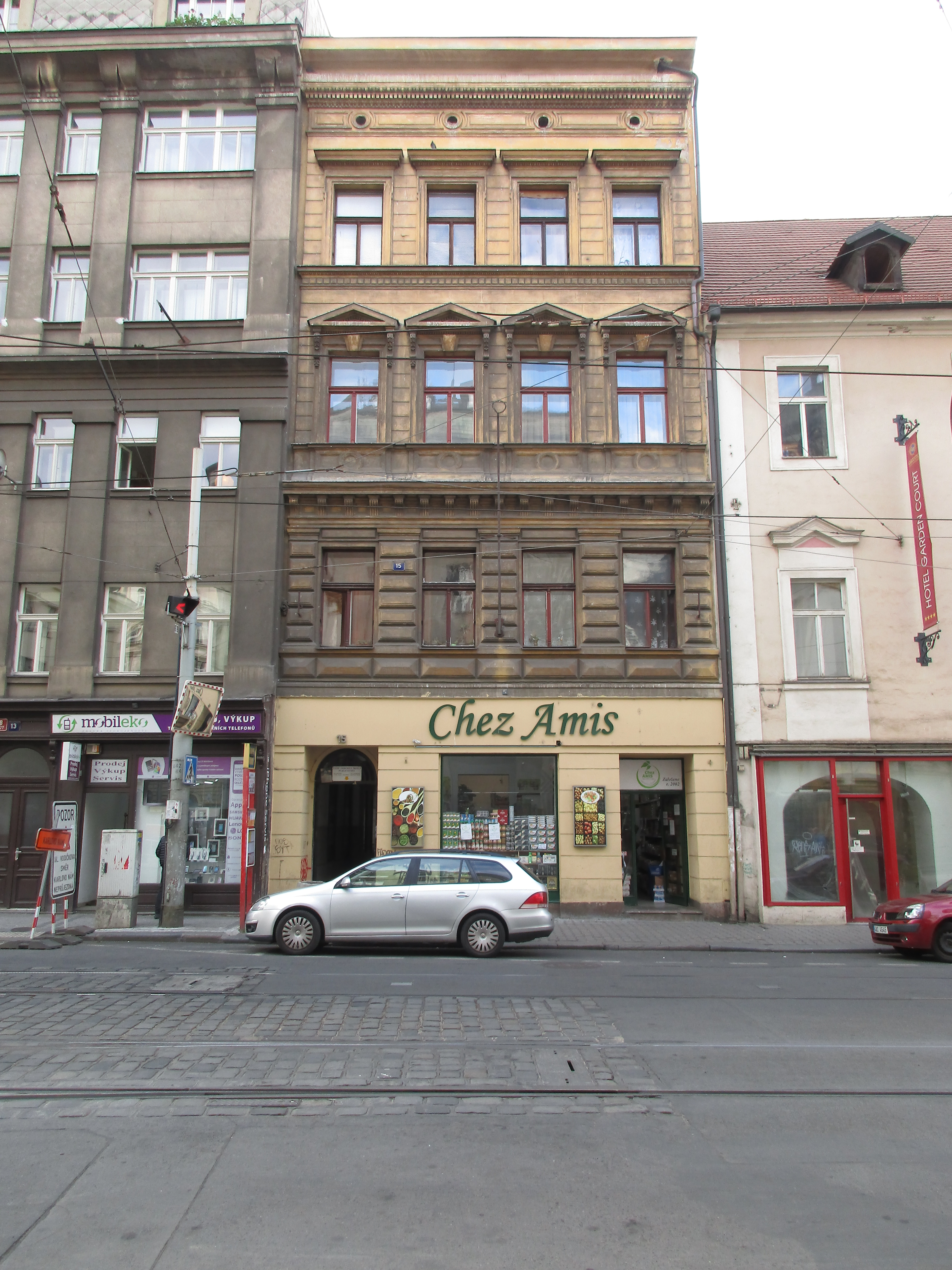
Dům 89/15 ve Spálené ulici